# Phyllanthus nitens
Phyllanthus nitens är en emblikaväxtart som beskrevs av Maurice Schmid. Phyllanthus nitens ingår i släktet Phyllanthus och familjen emblikaväxter. Inga underarter finns listade i Catalogue of Life.